# Філліс Вітлі
Філліс Вітлі (нар. близько 1753 — 5 грудня 1784, Бостон, США) — американська поетеса, африканського походження. Перша афроамериканська письменниця, яка отримала визнання в Сполучених Штатах.

## Життєпис
У віці семи років Філліс викрали з Сенегалу чи Гамбії та продали в рабство до Америки. Оскільки вона була важко хвора тому торговець хотів її швидко позбутися. Дівчинку взяла Сюзанна Вітлі. Вона виростила її вдома у себе та її чоловіка Джона Вітлі та отримала його прізвище. Хоча Вітлі використовували її для домашніх справ, вони дбали про її освіту, особливо в галузі читання та письма, що визначило її літературну кар'єру. У дитинстві Філліс вивчила не лише англійську, а й трохи грецької та латини. Знайомилася з Біблією та творами класиків. Свій перший вірш «До Кембриджського університету» вона написала у чотирнадцять років. Її першим опублікованим твором була поема «На смерть преп. Містер. Джордж Вайлд» (1770). 18 серпня Філліс була охрещена в церкві старого південного зібрання, що стало унікальною подією, оскільки рабам було відмовлено у священнослужінні в церквах. У 1772 році бостонські видавництва відмовилися публікувати книгу поета з расових міркувань. Джон Вітлі надіслав рукопис до Великої Британії видавцю Арчибальду Беллу, який подарував його Селіні Гастінгс, графині Хантінгтон. Через погане здоров'я Філліс її сімейний лікар порекомендував їй поїхати до Англії з Натаніелем, сином Уітлі. Коли в Англії вийшла збірка віршів поетеси під назвою «Вірші на різні теми, релігійні та моральні» (1773), вона стала привабливою для суспільства. У 1774 році, після смерті дружини, Джон Вітлі офіційно звільнив Філліс. У 1778 році Філліс вийшла заміж за Джона Пітерса. Народила трьох дітей. Двоє з них померли за її життя. Третя пережила її дуже ненадовго.